# León Bendesky
León Bendesky Bronstein (Ciudad de México, 26 de septiembre de 1950) es un analista económico mexicano.
Es licenciado en Economía (1976) por la Facultad de Economía de la Universidad Nacional Autónoma de México y realizó sus estudios de doctorado en Cornell University en Nueva York y por la Universidad de Cambridge en Gran Bretaña.[cita requerida]
Fue profesor visitante en Davidson College, Carolina del Norte, en 1984 con apoyo de la Fundación Fullbright.
Es autor de varios libros, entre los que destacan México: de la euforia al sacrificio (1998), Parral, comunidad y desarrollo (2001) junto con Raúl Conde; De apetitos e intemperancias: horizontes de la crisis mexicana (2003), con Roberto González, y Temas de economía (2004). Fue profesor-investigador del Centro de Investigación y Docencia Económicas (CIDE), investigador del Centro de Estudios Monetarios Latinoamericanos (CEMLA) y profesor de historia del pensamiento económico en la Facultad de Economía de la UNAM. Es miembro del Consejo Editorial de la revista Economía UNAM. Además, es socio de SIREM, un despacho de consultoría económica.
Publica desde hace más de 20 años una columna semanal en el periódico mexicano La Jornada.